# TNA Unbreakable
Unbreakable est un ancien pay-per-view de catch organisé par la Total Nonstop Action Wrestling.
Il ne connut qu'une seule édition le 11 septembre 2005 à l'Impact Zone d'Orlando en Floride.

## Résultats
- Dark match : Cassidy Riley a combattu Jerrelle Clark pour un no-contest (1:56)
  - Le match prenait fin après une intervention de Monty Brown qui attaquait les deux hommes.
- Dark match : Shark Boy def. Mikey Batts (3:20)
  - Shark Boy a effectué le tombé sur Batts après un Dead Sea Drop.
- 3Live Kru (Ron Killings, Konnan et B.G. James) def. The Diamonds in the Rough (Simon Diamond, David Young et Elix Skipper) (4:20)
  - Konnan a effectué le tombé sur Young après un Facejam.
- Austin Aries def. Roderick Strong (8:00)
  - Aries a effectué le tombé sur Strong après un 450° Splash.
- Kip James et Monty Brown def. Apolo et Lance Hoyt (w/Sonny Siaki) (9:58)
  - Brown a effectué le tombé sur Apolo après un Pounce.
- Chris Sabin def. Petey Williams (12:34)
  - Sabin a effectué le tombé sur Williams après un Cradle Shock.
  - Après le match, Matt Bentley faisait son retour et portait un Superkick sur Sabin.
  - Sabin devait à l'origine affronter Shocker.
- Abyss (w/James Mitchell) def. Sabu dans un No Disqualification match (11:30)
  - Abyss a effectué le tombé sur Sabu après un Black Hole Slam sur des punaises.
- Bobby Roode def. Jeff Hardy (9:07)
  - Roode a effectué le tombé sur Hardy après une intervention de Jeff Jarrett qui le frappait avec une crosse de hockey.
- The Naturals (Chase Stevens et Andy Douglas) (w/Jimmy Hart) def. America's Most Wanted (Chris Harris et James Storm), Team Canada (Eric Young et A-1), et Johnny Candido et Alex Shelley dans un Fatal Four-Way Elimination match pour conserver le NWA World Tag Team Championship (18:01)
  - Young a effectué le tombé sur Candido avec un Petit paquet (5:25)
  - Young a effectué le tombé sur Harris après que A-1 le frappait avec une crosse de hockey (12:27)
  - Stevens a effectué le tombé sur A-1 après un Natural Disaster (18:01)
- Raven def. Rhino dans un Raven's Rules match pour conserver le NWA World Heavyweight Championship (14:28)
  - Raven a effectué le tombé sur Rhino après avoir renversé une tentative de DDT de Rhino en un Raven Effect DDT.
- A.J. Styles def. Christopher Daniels (c) et Samoa Joe dans un Triple Threat match pour remporter le TNA X Division Championship (22:50)
  - Styles a effectué le tombé sur Daniels après avoir renversé un Angel's Wings en un tombé en ponté.